# ادی (ایندیانا)
ادی، ایندیانا (به انگلیسی: Ade, Indiana) در ایالات متحده آمریکا است که در ایندیانا واقع شده‌است.

## خصوصیات
ادی ۲۰ نفر جمعیت دارد و ۲۰۰٫۸۷ متر بالاتر از سطح دریا واقع شده‌است.